# 萇山站
萇山站（：／ Jangsan yeok */?）是釜山地鐵2號線的起點車站，位於韓國釜山廣域市海雲臺區佐洞，韓語副站名為「海雲臺白醫院」（해운대백병원）。

## 車站結構
站體為1面2線島式月台的地下車站，候車月台設有月台幕門，並有12處出口。

### 月台配置
| 起終點站 |
| 下 上 \| |
| ↓ 中洞   |

| 月台 | 路線               | 目的地                                 |
| ---- | ------------------ | -------------------------------------- |
| 上行 | ●釜山都市铁道2号线 | 此站終着                               |
| 下行 | ●釜山都市铁道2号线 | 水營、西面、沙上、德川、湖浦、梁山方向 |

## 歷史
- 2002年8月29日：落成啟用。

## 車站周邊
- 仁濟大學附設海雲臺白醫院
- 大川公園
- nc百貨海雲臺店
- 海雲臺郵局
- 釜山銀行萇山分行
- KB國民銀行萇山分行
- 東海高速公路海雲臺交流道（朝鲜语：해운대 나들목）
- 新海雲臺站

## 圖片

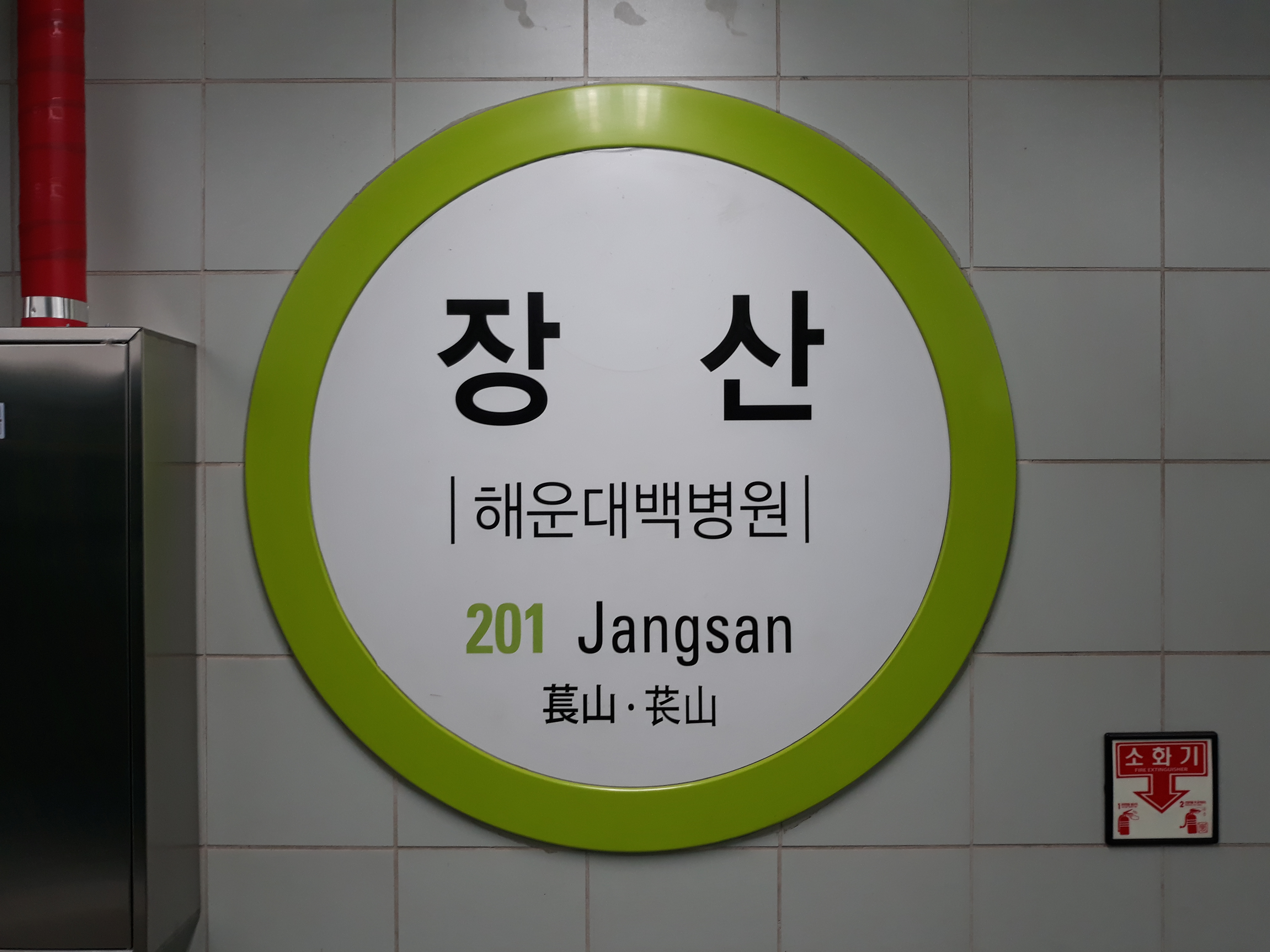
站名牌
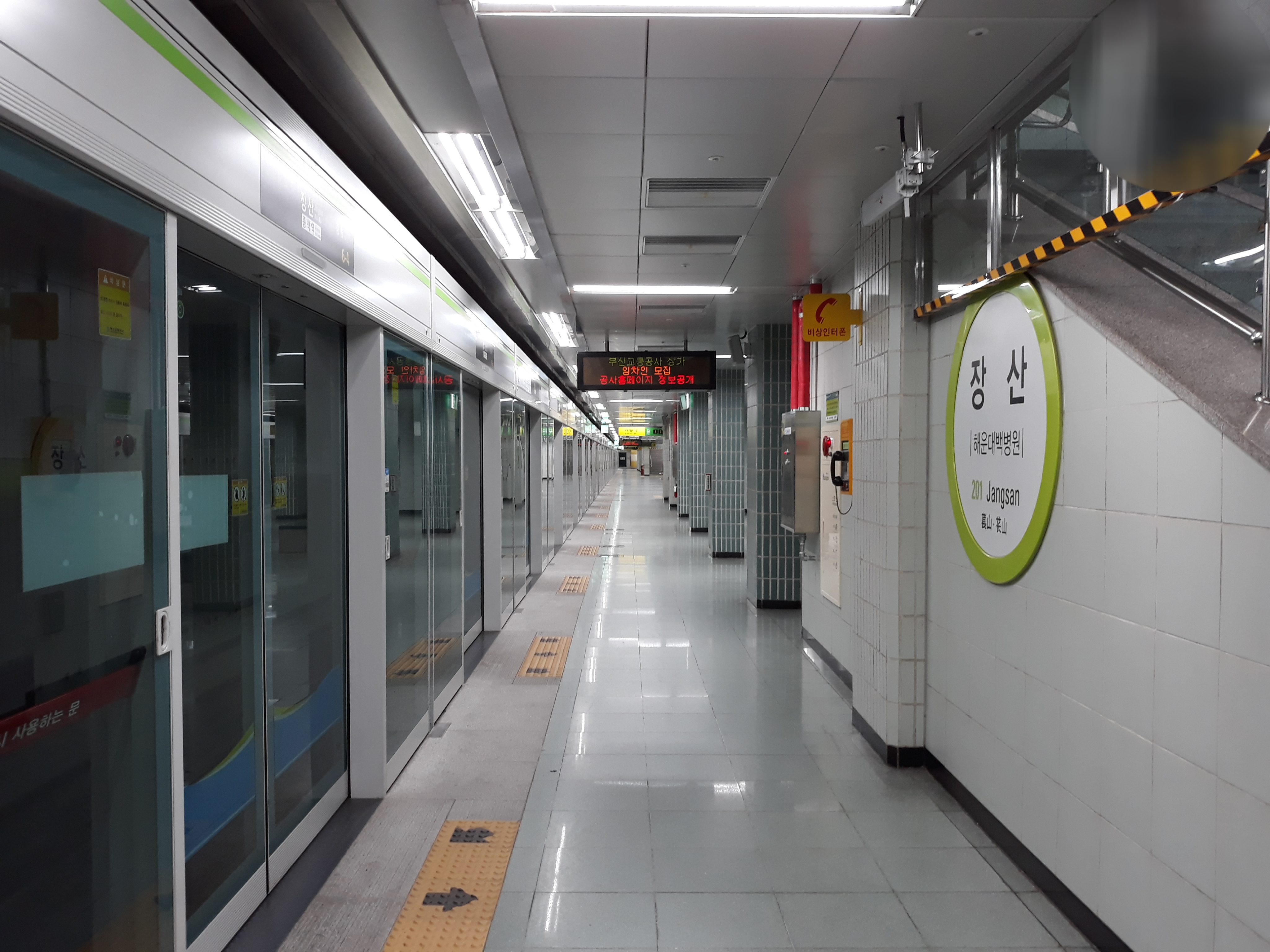
候車月台
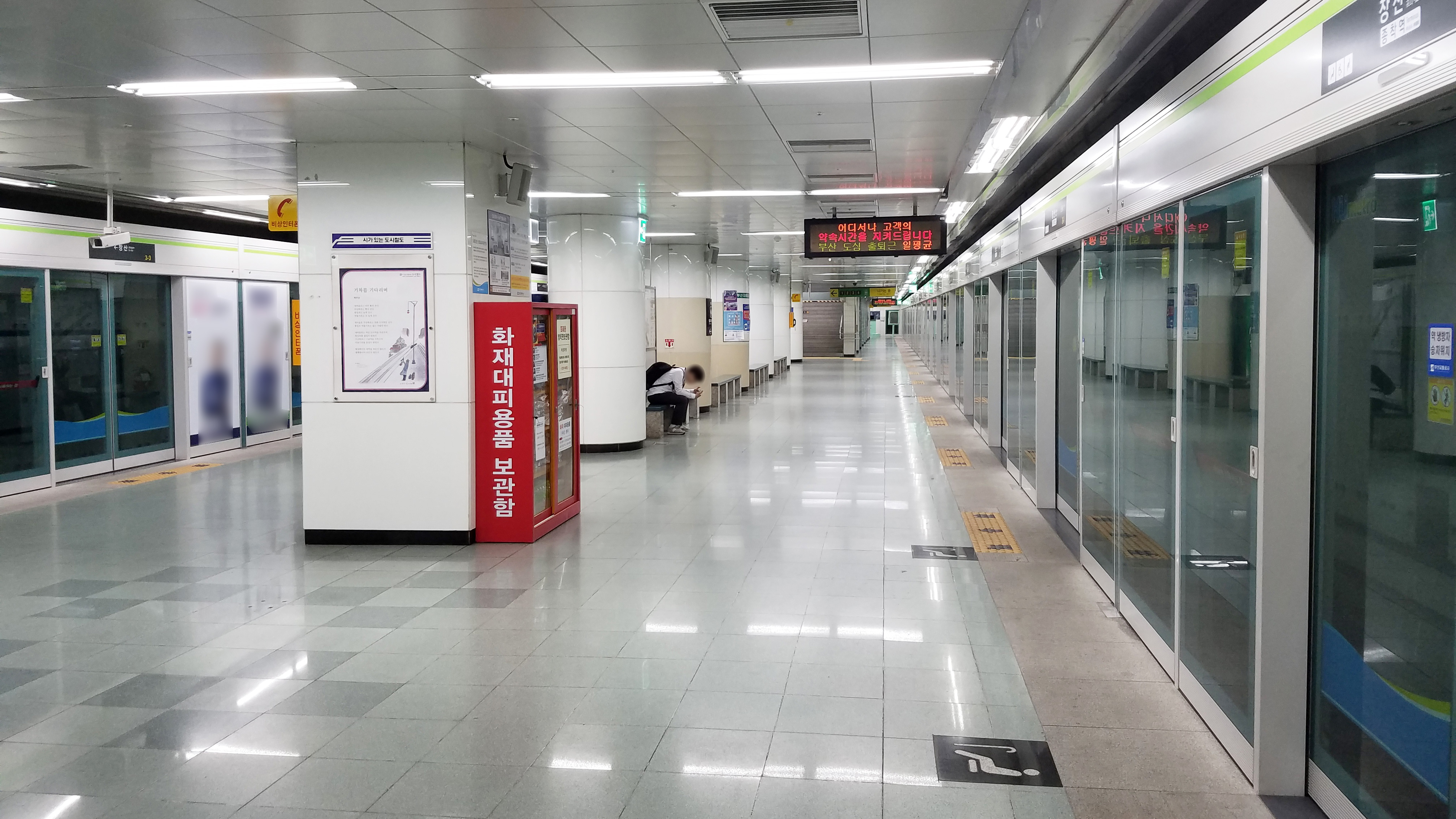
候車月台
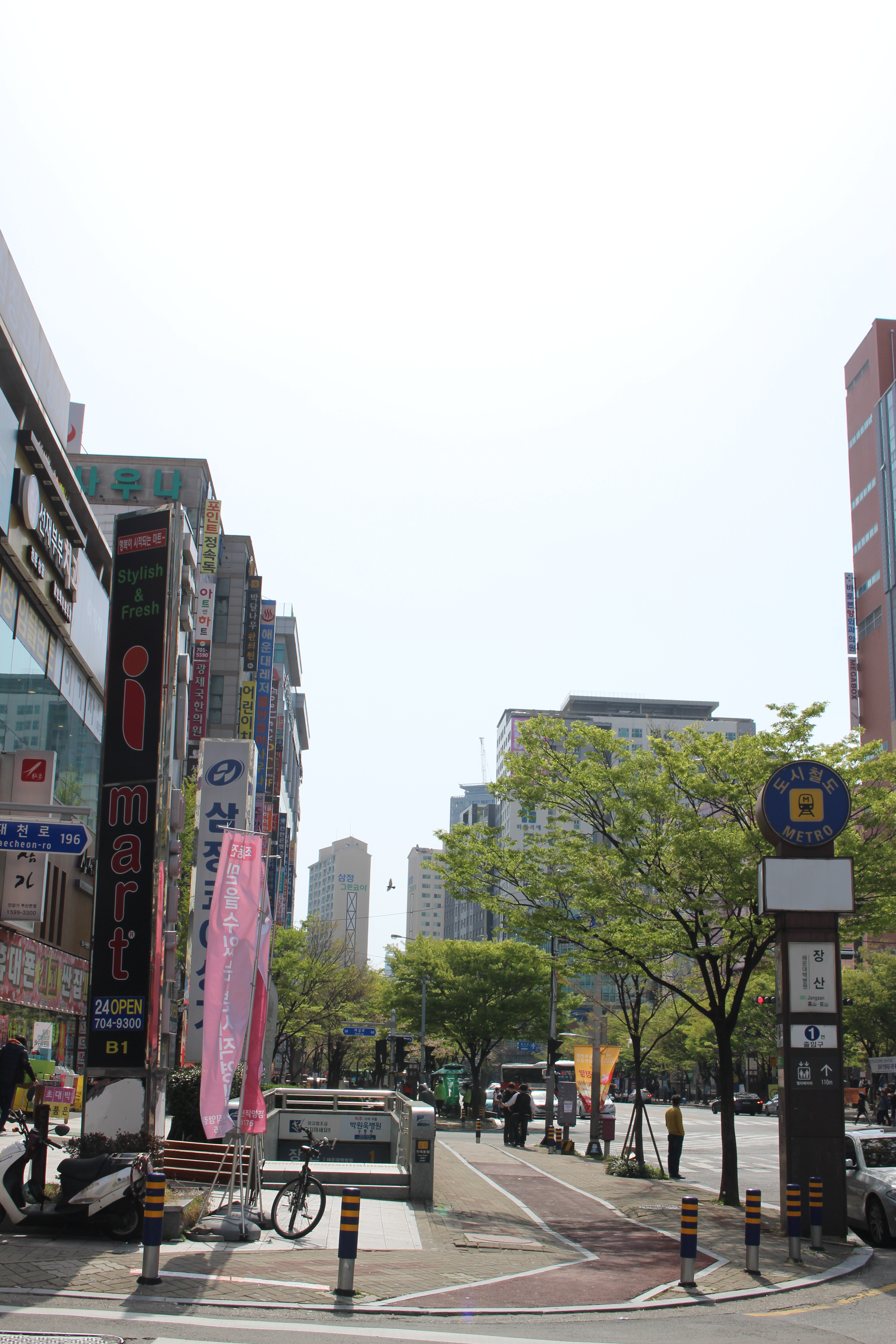
1號出口
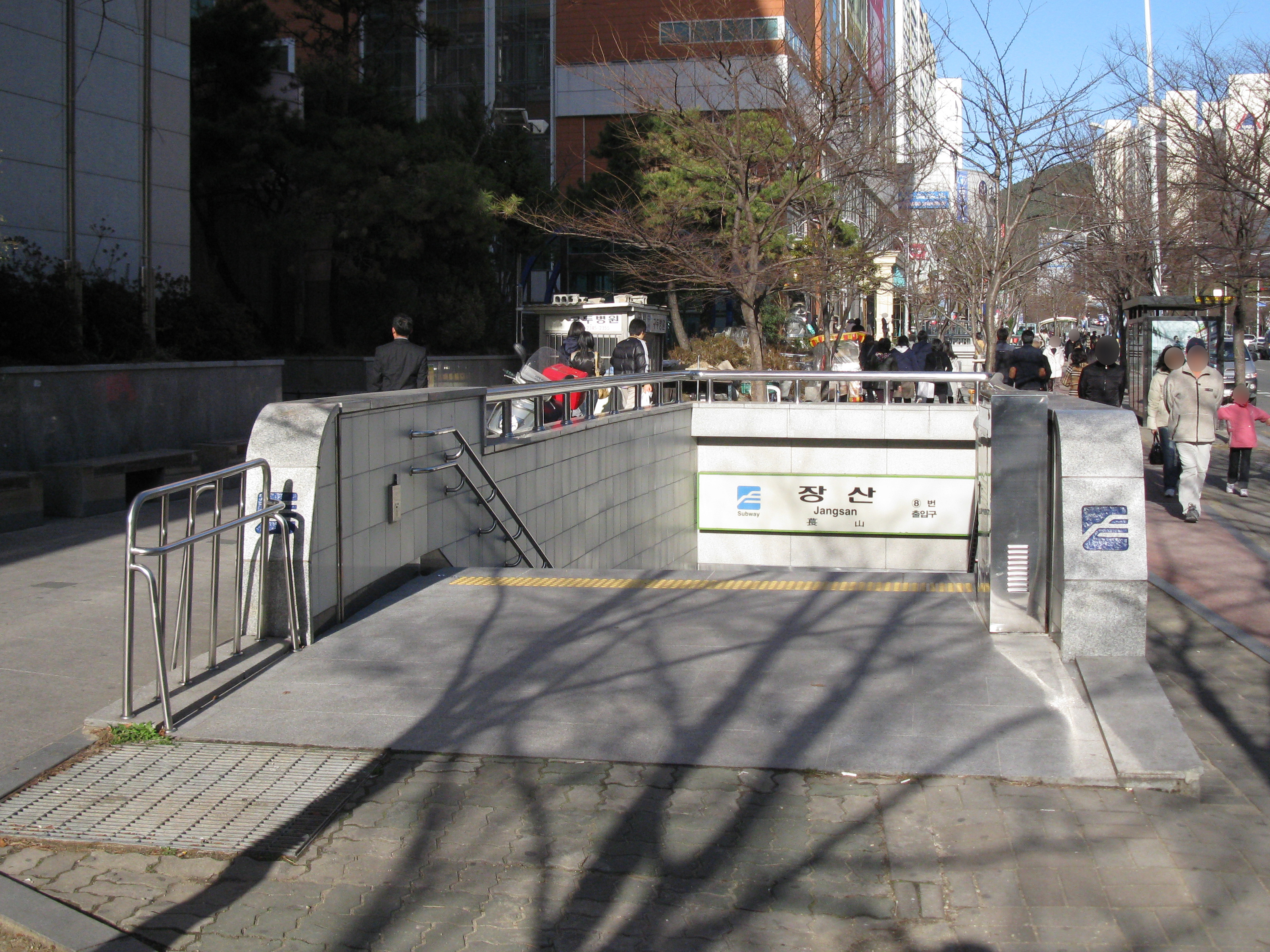
8號出口
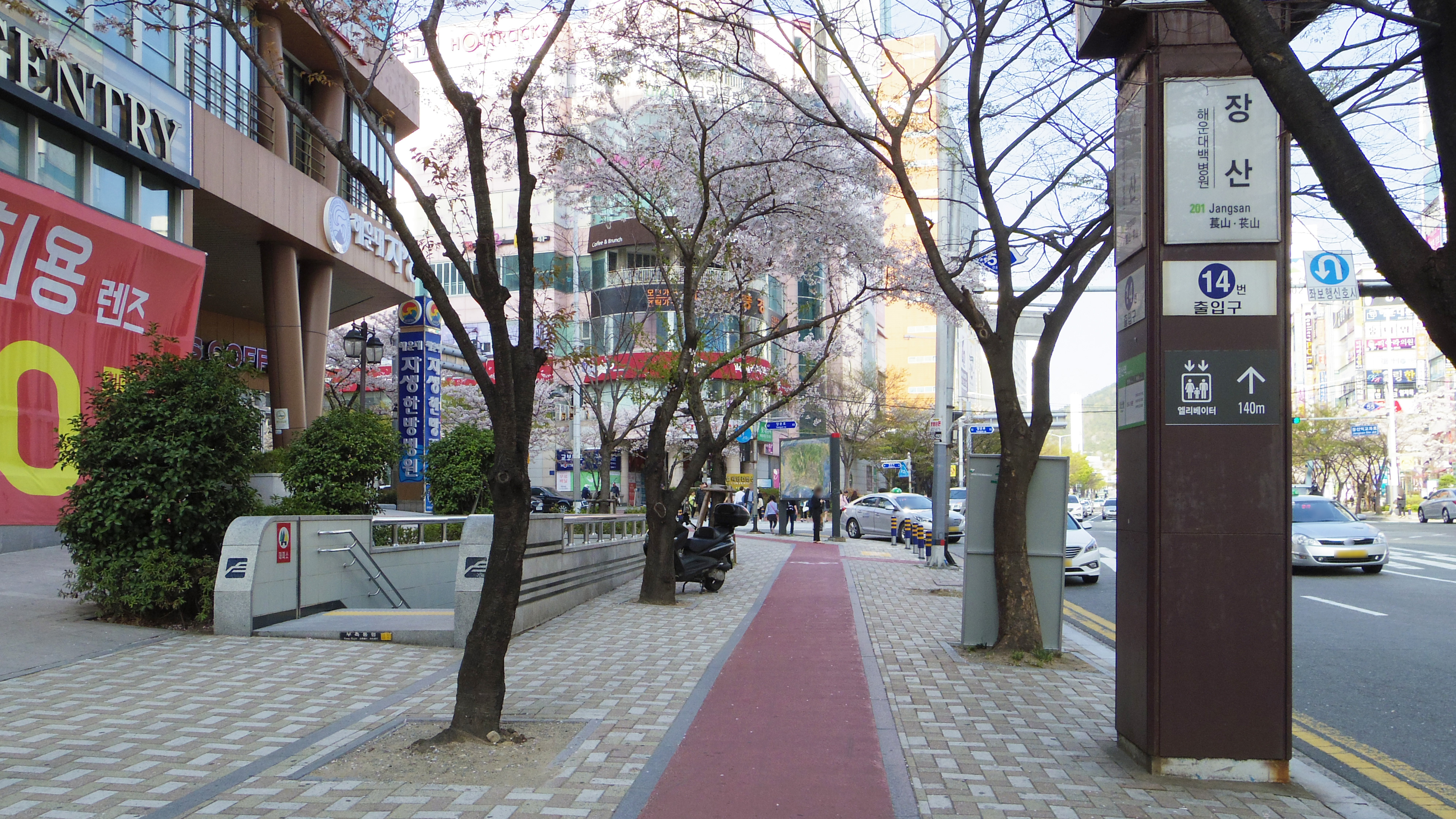
14號出口

## 相鄰車站
釜山交通公社
●釜山都市铁道2号线
萇山（201）－中洞（202）